# Народен музей (Белград)
Народният музей на Сърбия (на сръбски: Народни музеј Србије) е най-старата музейна институция в Сърбия. Основан е през 1844 г. Намира се в централната част на Белград, в района между площада на Републиката и улиците Чика Любина, Васина и Лаза Пачуа.
Музеят включва Галерията на фреско, Музеите на Вук и Доситей и Мемориалният музей на Надежда и Растко Петрович. Най-голямата ценност, съхранявана в музея, е Мирославовото евангелие – най-старият и ценен ръкопис на кирилица, създаден около 1190 г.
В допълнение към богатата археологическа, нумизматична и художествена колекция от сръбско и югославско изкуство, музеят притежава и произведения на редица световноизвестни художници.

## История
С указ на министъра на просвещението Йован Стерия Попович на 10 май 1844 г. е основан музей под името Muzeum serbski. Преди построяването си на това място се е намирала известната белградска механа „Дарданели“, където е отсядал културният и артистичен елит от онази епоха. С разрушаването на старата механа започва и преобразяването на площад Република.
Сегашната сграда на музея е построена през 1903 г. за управление на фондовете, която по-късно е преместена от Хипотекарна банка – една от най-старите банкови институции в Белград. От 1952 г. тази сграда е дом на Националния музей в Белград. Той е реализиран по проект на архитектите Андре Стеванович и Никола Несторович след конкурс, в който те печелят първа награда. В тази сграда за първи път е използван стоманобетон като основа. При първоначалния строеж са открити различни ями, кладенци и мазета поради близостта на бившата Стамбол капия. Новопостроената двуетажна сграда представлява истински дворец за времето си, както по отношение на обемната концепция, решена под формата на дълъг масивен блок с куполи над централните и странични фасади, така и по отношение на академичното фасадно решение, базирано на нео -ренесансови принципи с необарокови елементи по куполите. Най-голямо внимание в сградата е отделено на монументалното стълбище, а гишето, като основно пространство на банката, придобива второстепенно значение. По-малко от три десетилетия по-късно, с развитието на Хипотекарна банка, възниква необходимостта от цялостна реконструкция на сградата. Разширението е извършено без конкурс по проект на архитекта Воин Петрович, който добавя крило и атриум към улица Лаза Пачуа. Тъй като новата част съдържа същите елементи като старата сграда, се появяват две монументални стълбища и две гишета, като само на етажите пространствата са обединени под формата на непрекъсната поредица от проходни офиси. По време на Втората световна война сградата на Хипотекарна банка е бомбардирана, като централната част с купола е разрушена. След войната сградата получава съвсем ново предназначение, когато в нея се нанася една от най-важните държавни културни институции.
От създаването си по времето на защитниците на конституцията до края на Втората световна война Националният музей на Сърбия се мести няколко пъти. Първоначално се е намирал в сградата на Капитан Миша, след това се мести в две съседни сгради, които са разрушени през Първата световна война, а колекцията е конфискувана и разграбена от окупаторите. В междувоенния период той не получава собствена сграда и се намира на ул. Княгиня Любица 38. Частна къща на улица княз Милош 58 е наета за неговите нужди до 1935 г., когато Музеят на княз Павле е открит в сградата на Нов дворец, създаден от сливането на Историческия музей и Музея за съвременно изкуство. Когато Новият дворец е адаптиран за нуждите на Скупщината на Сърбия, през 1948 г. музеят е преместен в сградата на бившата фондова борса на Студентски площад и отчасти в Конака на княгиня Любица, където временно се помещава Апелативният съд. Първият конкурс за сградата на музея, планирана да бъде на Ташмайдан, е обявен през следващата година. Проектирано е от архитект Миладин Прлевич, но с решение на Коминформ тази идея е изоставена и музеят е преместен отново, този път в сградата на Ипотечната банка на площад Република, където официално заема централното си място, а банката е преместена. Първата реконструкция на сградата след войната е извършена от архитек Доброслав Павлович през 1950 г. Най-мащабната реконструкция на сградата, както и адаптацията за нуждите на бъдещия национален музей, е извършена през 1965 – 1966 г. по проект на архитектите Александър Дерок, Петър Анагностий и Зоран Петрович. След това е възстановен централният купол и е издигнат централният тракт с офиси и работни помещения. По време на адаптацията оригиналната гише зала е превърната в библиотека. Във функционално разпределение сградата претърпява удвояване на пространството и комуникациите чрез разширението, докато в дизайнерско отношение запазва характерни елементи от 1902 г. Вътрешното разширение е изпълнено така, че да не се вижда отвън и да не нарушава вътрешния поток на музейната експозиция.
През 2013 г. в една част на Националния музей е открита изложба, посветена на 900-годишнината от рождението на Стефан Неманя. Преди това музеят е затворен няколко години поради ремонт. Музеят е официално открит за посетители на Видовден през 2018 г.

## Колекции
Колекциите на музея разполагат с над 400 000 от най-представителните и висококачествени археологически и историко-художествени предмети – най-значимите доказателства за познаване на археологията и историята на изкуството, които представят развитието и цивилизационните промени в района на днешна Сърбия и непосредственото му обкръжение, от праисторията до късното Средновековие, както и ключови художествени направления и стилове, върхови художествени диапазони в националното и европейско изкуство от средновековието до съвременното творчество. Художествено-исторически експонати са разделени в 4 раздела:
- археология
- средновековие
- нови изкуства
- нумизматика